# Остання адреса
«Оста́ння адре́са» (повна назва 3-томного видання книжки — «Остання адреса. До 60-річчя соловецької трагедії») — науково-документальне видання, в якому вперше надруковано велику частину архівних матеріалів, що проливають світло на долі українських політв'язнів Соловецької тюрми, розстріляних за доби Великого терору — масових політичних репресій 1937—1938 років. Друге видання (доопрацьоване й доповнене) — 2-томник «Остання адреса: Розстріли соловецьких в'язнів з України у 1937—1938 роках».

## Підготовка видання
З наближенням 60-х роковин соловецької трагедії у її дослідженні ще залишалося чимало білих плям. Від середини 1990-х вчені-історики, дослідники з громадських об'єднань України й Росії дедалі активніше зверталися до архівів спецслужб своїх і сусідніх держав у пошуках додаткових джерел інформації — розсекречених документів колишніх репресивних органів СРСР. У Російській Федерації «соловецьке» питання вивчали й намагалися віднайти таємні місця розстрілів активісти Науково-інформаційного центру «Меморіал» із Санкт-Петербурга (Веніамін Іофе, Ірина Фліге), у Республіці Карелії досліджував тему пошуковець Юрій Дмитрієв (Петрозаводськ). Рівнобіжно шукали способів дістати потрібні матеріали з архівосховищ ФСБ РФ київські дослідники, зокрема співавтори науково-документальних видань Юрій Шаповал (професор-історик) і заступник голови Служби безпеки України Володимир Пристайко. Саме зусиллями останніх вдалося за узгодженим запитом відрядити на Північ Росії у вересні 1997-го документознавчу експедицію з трьох осіб, яку очолив фаховий журналіст Сергій Шевченко (в той час — підполковник СБУ). А втілити в життя цей видавничий проєкт допоміг редколегії «Останньої адреси» правозахисник Семен Глузман, залучивши фінансову підтримку Посольства Королівства Нідерландів в Україні.
Відряджена група працювала в Архангельську — в архіві регіонального управління ФСБ Росії. Крім того, двоє учасників експедиції літали на Соловки, де ознайомилися з деякими матеріалами музейних фондів. Основний підсумок роботи киян — скопійовані й доставлені в Україну матеріали приблизно 100 архівних тюремних справ соловецьких в'язнів. Ці унікальні документи лягли в основу 3-томника «Остання адреса», в редколегію якого увійшли Іван Драч (автор переднього слова «Пам'ятаймо Розстріляне Відродження — не даймо розстріляти Майбутнє!»), Володимир Пристайко, Олександр Пшенніков (начальник архіву СБУ), Юрій Шаповал, Сергій Шевченко. Серед упорядників книжки — Петро Кулаковський, Георгій Смирнов (обидва — працівники архіву СБУ) та Юрій Шаповал.
Мета видання, підготовленого спільними зусиллями представників СБУ й Інституту української археографії та джерелознавства імені М. С. Грушевського НАН України, — «збереження правди про трагічні події, що сталися під час сумнозвісної „єжовщини“ на Соловках, де загинуло чимало представників України…»

## Зміст
У першому томі упорядники, об'єднавши зусилля з НІЦ «Меморіал», вмістили документи про розстріли 1937 року в урочищі Сандармох під Медвеж'єгорськом (Карелія). Тут же надруковано скопійовані протоколи засідань окремої трійки Управління НКВС СРСР по Ленінградській області, на підставі яких, власне, було вчинено страти.
Другий том містить матеріали оперативної розробки в'язнів (ці документи раніше не друкувалися, тому становлять неабияку цінність для подальших досліджень). Більш як десяток таких справ — на Леся Курбаса, Олексу Слісаренка та деяких інших — віднайшов у Петрозаводську, скопіював та особисто привіз до Києва влітку 1998 року Сергій Шевченко. Він же на основі вивчення архівних матеріалів друкував у пресі статті, історичні нариси, а від 2001 року видав низку книжок публіцистики «Українські Соловки», «Архіпелаг особливого призначення», «Розвіяні міфи. Історичні нариси і статті», «Соловецький реквієм», «Наган-країна».
Третій том «Останньої адреси» становлять скопійовані протоколи засідань окремої трійки УНКВС СРСР по Ленінградській області й документи з архівних справ, що зберігаються в Архангельську й Києві та стосуються українців-соловчан, розстріляних у другому й третьому великих тюремних етапах 1937—1938 років, а також уривки зі спогадів колишніх політв'язнів.

## Рецензії, відгуки
Схвальні рецензії та відгуки на книжку «Остання адреса» вмістили газети «Літературна Україна» (1998, 30 квітня), «День» (1999, 1 лютого), «Столиця» (1999, № 13, 18—22 лютого) та деякі інші.
|                                 | Коли гортаєш сторінки видання, виконаного тим самим форматом, що й «розстрільні протоколи», коли бачиш факсимільно відтворені копії — враження таке, ніби торкаєшся самих історичних оригіналів. |
| — Вечірній Київ, 1998, 4 квітня | |

|                                   | Перший том «Останньої адреси» є своєрідним звинувачувальним вироком Системі. Другий — обґрунтуванням цього вироку. |
| — Молодь України, 1999, 16 лютого | |

## Перевидання
Друге видання «Останньої адреси» (доопрацьоване й доповнене) вийшло у світ у двох томах під назвою «Остання адреса: Розстріли соловецьких в'язнів з України у 1937—1938 роках» (Київ: Сфера, 2003). Його лейтмотив: «Знати і пам'ятати». Від попереднього видання 2-томник відрізняється складом редколегії (немає І. Драча і С. Шевченка, натомість є тогочасний очільник архіву СБУ Сергій Богунов), є також зміни серед упорядників, іншими стали формат і структурна побудова книжки: вміщено нові розділи й архівні документи. Автори-упорядники прагнули доповнити перше видання так, щоб глибше розкрити причинно-наслідковий зв'язок соловецької трагедії з тогочасною радянською дійсністю.

### Критика
Наприкінці 1990-х — на початку 2000-х років дослідники не розгадали всіх загадок «Списку Сандармоху». Частину страчених у Карелії політв'язнів Соловків «ідентифіковано» як українців лише після 2010 року, про що пише в пресі С. Шевченко (приміром, серед таких «загублених» українців — письменник-авангардист Ґро Вакар, студент Григорій Марченко та ін.). Той самий автор звернув увагу й на кілька прикрих (як для перевиданої науково-документальної праці) похибок у тексті доопрацьованого й доповненого видання: приміром, через недогляд в одному зі складених упорядниками списків як дні проведення розстрілів вказано дати, коли трійка підписувала протоколи (т. 2, с. 934), та й з місцями розстрілів наявна плутанина. Недоглядом пояснюється також те, що ув'язненому ксьондзу Петрові Мадері приписано авторство заяви й пояснення, які подав начальникові тюрми в'язень Болеслав Лась (т. 2, с. 554—559).